# Gil Rocha
Gilberto Rocha Manoel (Siqueira Campos (Paraná), 14 de agosto de 1959 - Curitiba, 30 de junho de 2023), mais conhecido como Gil Rocha, foi um jornalista esportivo brasileiro.
Considerado um dos maiores nomes da história da comunicação esportiva paranaense, Gil faleceu no dia 1º de julho de 2023, aos 63 anos, vitimado por uma parada cardíaca após ser submetido a um cateterismo, sepultado no Cemitério Parque Jardim da Paz em Curitiba.

## Carreira
Gil iniciou sua carreira no ano de 1975 na Rádio Paiquerê de Londrina atuando como rádio-escuta. Seu primeiro trabalho na Televisão foi na TV Coroados, afiliada da Rede Globo em Londrina. Em 1985, foi para TV Paranaense em Curitiba, onde foi repórter e apresentador de um programa dominical chamado "Camisa 12". Pela RPC, atuou por 33 anos, cobrindo quatro Copas do Mundo.
Ele foi o repórter da Rede Globo nas conquistas dos títulos brasileiros conquistados pelo Coritiba (1985) e Atlético Paranaense (2001).  Em 2011, ele foi um dos responsáveis pela pioneira implantação do Globo Esporte no Paraná. Ele criou ao lado do editor Paulo Rosa o quadro “Os Piores Momentos”, que era exibido às terças-feiras no Globo Esporte-PR, com imagens pitorescas de jogadores, dirigentes e torcedores. O quadro fez tanto sucesso que a Globo passou a reproduzi-lo nacionalmente.
Durante muito tempo trabalhou como apresentador, comandando o programa "Revista RPC" e o bloco local do Globo Esporte.
Rocha foi ainda gerente de esportes e comentarista do Sportv, comentarista na Rádio Banda B além de diretor de Jornalismo da rádio CBN na capital paranaense.

## Prêmios e indicações
| Ano  | Prêmio           | Categoria                         | Resultado | Ref.  |
| ---- | ---------------- | --------------------------------- | --------- | ----- |
| 1991 | XIX Bola de Ouro | Repórter - Televisão (Região Sul) | Venceu    | [ 5 ] |

### Homenagens
- Em 2023, o Sindicato dos Jornalistas Profissionais do Paraná (Sindijor) anunciou que ele será homenageado com o nome do troféu do Sindijorzão, torneio de futsal dos jornalistas.[6]